# Landkreis Angermünde

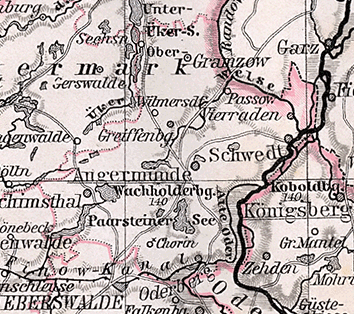
Das Kreisgebiet 1905

Der Landkreis Angermünde, bis nach dem Zweiten Weltkrieg Kreis Angermünde, war ein Landkreis in Brandenburg. Er bestand von 1817 bis 1952 in der preußischen Provinz Brandenburg und im Land Brandenburg der SBZ bzw. DDR.

## Territorium
Der Kreis Angermünde umfasste am 1. Januar 1945 die sechs Städte Angermünde, Greiffenberg (Uckermark), Joachimsthal, Oderberg i./Mark, Schwedt/Oder und Vierraden, 83 weitere Gemeinden und vier Forst-Gutsbezirke. Heute gehört das ehemalige Kreisgebiet zu den Brandenburger Landkreisen Barnim und Uckermark.

## Verwaltungsgeschichte

### Königreich Preußen
Im Rahmen der Bildung von Provinzen und Regierungsbezirken in Preußen erfolgte mit Wirkung zum 1. April 1817 im Regierungsbezirk Potsdam der preußischen Provinz Brandenburg eine Kreisreform, bei der in der Uckermark die drei neuen Kreise Angermünde, Prenzlau und Templin gebildet wurden. Der Kreis Angermünde umfasste den Süden der Uckermark sowie die Stadt Oderberg, die bis dahin zum Landkreis Oberbarnim gehörte. Das Landratsamt befand sich in der Stadt Angermünde.

### Deutsches Reich
Seit dem 1. Juli 1867 gehörte der Kreis zum Norddeutschen Bund und ab dem 1. Januar 1871 zum Deutschen Reich.
Gegen Ende der 1920er Jahre wurden nahezu alle Gutsbezirke im Kreis aufgelöst und benachbarten Landgemeinden zugeteilt.
Im Frühjahr 1945 wurde das Kreisgebiet durch die Rote Armee besetzt.

### Deutsche Demokratische Republik
Das Gesetz über die Änderung zur Verbesserung der Kreis- und Gemeindegrenzen vom 28. April 1950 brachte zum 1. Juli 1950 umfangreiche Gebietsänderungen für den nunmehr Landkreis Angermünde genannten Kreis:
- Aus dem aufgelösten Landkreis Randow (Land Mecklenburg) traten die Gemeinden Biesendahlshof, Blumberg, Casekow, Damitzow, Friedrichsthal, Gartz (Oder), Geesow, Groß Pinnow, Heinrichshof, Hohenreinkendorf, Hohenselchow, Jamikow, Kummerow, Kunow, Luckow, Mescherin, Neurochlitz, Petershagen, Radekow, Rosow, Schönfeld, Schönow, Tantow, Wartin und Woltersdorf zum Landkreis Angermünde.
- Die Gemeinden Britz, Hohensaaten, Liepe, Niederfinow, Oderberg i./Mark und Werbellin wechselten aus dem Landkreis Angermünde in den Landkreis Oberbarnim.
- Die Gemeinden Bertikow, Hohengüstow und Lützlow wechselten aus dem Landkreis Angermünde in den Landkreis Prenzlau.
- Die Gemeinden Friedrichswalde und Parlow wechselten aus dem Landkreis Angermünde in den Landkreis Templin.

Außerdem kam es 1. Juli 1950 zu einer Reihe von Eingemeindungen. Damitzow und Radekow kamen zu Tantow, Friedrichsthal zu Gartz und Neurochlitz zu Rosow.
Das Territorium des Landkreises Angermünde wurde während der DDR-Kreisreform von 1952 verkleinert. Der südliche Kreisteil mit der Stadt Joachimsthal kam zum neugebildeten Kreis Eberswalde. Die Gemeinden Blankenburg, Gramzow, Meichow, Neumeichow, Seehausen und Warnitz kamen zum Kreis Prenzlau. Das verbliebene Kreisgebiet gehörte als Kreis Angermünde bis 1990 zum Bezirk Frankfurt (Oder). Im Jahre 1961 wurde Schwedt/Oder kreisfreie Stadt.

### Bundesrepublik Deutschland
Die Landkreise Angermünde, Prenzlau und Templin sowie die kreisfreie Stadt Schwedt/Oder wurden 1993 zum Landkreis Uckermark zusammengeschlossen.

## Kommunalverfassung bis 1945
Der Kreis Angermünde gliederte sich in Städte, in Landgemeinden und – bis zu deren fast vollständiger Auflösung im Jahre 1929 – in Gutsbezirke. Mit Einführung des preußischen Gemeindeverfassungsgesetzes vom 15. Dezember 1933 gab es ab dem 1. Januar 1934 eine einheitliche Kommunalverfassung für alle preußischen Gemeinden. Mit Einführung der Deutschen Gemeindeordnung vom 30. Januar 1935 trat zum 1. April 1935 im Deutschen Reich eine einheitliche Kommunalverfassung in Kraft, wonach die bisherigen Landgemeinden nun als Gemeinden bezeichnet wurden. Diese waren in Amtsbezirken zusammengefasst. Eine neue Kreisverfassung wurde nicht mehr geschaffen; es galt weiterhin die Kreisordnung für die Provinzen Ost- und Westpreußen, Brandenburg, Pommern, Schlesien und Sachsen vom 19. März 1881.

## Einwohnerentwicklung
| Jahr | Einwohner | Quelle |
| ---- | --------- | ------ |
| 1816 | 34.896    | [ 4 ]  |
| 1846 | 54.807    | [ 5 ]  |
| 1871 | 63.492    | [ 6 ]  |
| 1890 | 64.704    | [ 7 ]  |
| 1900 | 64.556    | [ 7 ]  |
| 1910 | 65.656    | [ 7 ]  |
| 1925 | 66.244    | [ 7 ]  |
| 1933 | 65.173    | [ 7 ]  |
| 1939 | 66.138    | [ 7 ]  |
| 1946 | 76.022    | [ 8 ]  |

## Landräte
- 1817–1832 Karl-Friedrich von Wedell-Parlow (1765–1832)
- 1832–1844 Albert Otto von Wedel-Parlow (1793–1866)
- 1844–1849 Oskar von Arnim-Kröchlendorff (1813–1903)
- 1849–1860 Eugen von Röder (1808–1888)
- 1860–1885 Alexander von Buch (1814–1885)
- 1885–1895 Karl von Risselmann († 1895)
- 1895–1917 Georg von Buch (1856–1924)
- 1917–1945 Rudolf von Erffa (1881–1972)

## Städte und Gemeinden

### Stand 1945
Dem Kreis Angermünde gehörten 1945 die folgenden Städte und Gemeinden an:
| - Altenhof - Althüttendorf - Altkünkendorf - Angermünde, Stadt - Berkholz - Bertikow - Biesenbrow - Blankenburg - Blumenhagen - Bölkendorf - Briest - Britz - Brodowin - Bruchhagen - Chorin - Criewen - Crussow - Dobberzin - Felchow - Flemsdorf - Frauenhagen - Fredersdorf - Friedrichswalde | - Gatow - Gellmersdorf - Glambeck - Golm - Golzow - Görlsdorf - Gramzow - Greiffenberg (Uckermark), Stadt - Groß Ziethen - Grünow - Günterberg - Heinersdorf - Herzsprung - Hohenfelde - Hohengüstow - Hohenlandin - Hohensaaten - Joachimsthal, Stadt - Kerkow - Klein Ziethen - Liepe - Lüdersdorf - Lunow | - Lützlow - Meichow - Melzow - Meyenburg - Mürow - Neukünkendorf - Neumeichow - Neuehütte - Neuendorf - Neugrimnitz - Neuhaus - Niederfinow - Niederlandin - Oderberg i./Mark, Stadt - Parlow - Parstein - Passow - Pinnow - Polßen - Sandkrug - Schmargendorf - Schmiedeberg - Schöneberg | - Schönermark - Schwedt a./O., Stadt - Seehausen - Senftenhütte - Serwest - Steinhöfel - Stendell - Stolpe a./Oder - Stolzenhagen - Stützkow - Vierraden, Stadt - Warnitz - Wedelsberg - Welsow - Wendemark - Werbellin - Wilmersdorf - Wolletz - Zichow - Zützen |

Daneben bestanden 1945 noch die Gutsbezirke Forst Chorin, Forst Grumsin, Forst Maienpfuhl und Forst Schorfheide.

### Vor 1945 aufgelöste Gemeinden
- Pehlitz, am 1. April 1937 zu Brodowin
- Altgrimnitz, am 1. April 1938 zu Joachimsthal

### Namensänderungen
Der Ortsname Chorinchen wurde 1934 in Chorin geändert.